# Plauditus veteris
Plauditus veteris är en dagsländeart som först beskrevs av Mcdunnough 1924.  Plauditus veteris ingår i släktet Plauditus och familjen ådagsländor. Inga underarter finns listade i Catalogue of Life.